# Macromphalina floridana
Macromphalina floridana är en snäckart som beskrevs av Moore 1965. Macromphalina floridana ingår i släktet Macromphalina och familjen Vitrinellidae. Inga underarter finns listade i Catalogue of Life.